# Masacre del Regina Express
La Masacre del Regina Express fue un asesinato masivo presuntamente perpetrado por un grupo de militares de la Armada Dominicana (antigua Marina de Guerra de la República Dominicana) incluido el capitán y miembros de la tripulación del barco "Regina Express" con matrícula panameña el 5 de septiembre de 1980 en el Puerto de Santo Domingo, República Dominicana. Murieron asfixiados 22 polizontes y otros 12 resultaron con lesiones cuando pretendían ser transportados de manera ilegal hacia Miami, Estados Unidos en el Tanque de lastre de la embarcación. Es una de las masacres más aterradoras cometidas en tiempos modernos en la República Dominicana.

## Acontecimientos
El 5 de septiembre de 1980 un grupo de 35 jóvenes con edades entre 20 y 30 años se reunieron en el Puerto de Santo Domingo y allí 34 de ellos fueron conducidos hacia el tanque de lastre de una embarcación de matrícula panameña llamada "Regina Express" capitaneada por el oficial de la Marina de Guerra de la República Dominicana Raymundo Hernández la cual tenía como destino la ciudad de Miami, Florida en los Estados Unidos. Estos jóvenes habían pagado la suma de doscientos dólares americanos por el viaje hacia los Estados Unidos con la promesa de un mejor porvenir.
El tanque de lastre de la embarcación fue sellado con doce (12) pernos de acero para evitar que las autoridades del puerto y de la Marina de Guerra de la República Dominicana se percataran del delito que pretendían cometer. Uno de los jóvenes se arrepintió de hacer el viaje y se dirigió corriendo hacia un destacamento militar cercano para dar la voz de alerta, pues a su juicio, esas personas corrían peligro.
Pasadas las 18:00hs (-04:00 GTM) los miembros de la tripulación comenzaron a llenar deliberadamente el tanque de lastre con agua pues los jóvenes en su interior habían entrado en pánico por el confinamiento, la oscuridad, el calor y la humedad que experimentaban allí dentro. Llenaron el tanque hasta la mitad y mucho de los jóvenes se comenzaron a ahogar debido a que se cansaron de nadar y no "tocaban fondo" con sus pies, quienes lograban respirar todavía utilizaban los cuerpos muertos de sus compañeros para mantenerse a flote, mientras los tripulantes del barco añadieron mucho más agua al tanque para disimular los gritos de agonía de los polizontes y al mismo tiempo recoger el ancla mientras realizaban la inspección. Prácticamente finalizada la inspección, un miembro de la Marina de Guerra de la República Dominicana que participaba de la inspección se percató que comenzaba a salir agua con sangre por el tanque de lastre y exigió que se abriera, los tripulantes del barco en un principio se negaron y luego muy lentamente procedieron a retirar los doce pernos de acero que sellaban la compuerta para finalmente encontrar la escena desgarradora de 22 jóvenes muertos y otros 12 heridos.

### Red de tráfico de personas
El caso conmocionó a la población pero se manejó con amplio hermetismo, en los diarios de la época se hablaba de una extensa red de tráfico de personas hacia los Estados Unidos donde estaban involucrados cientos de oficiales de las Fuerzas Armadas Dominicanas, sobre todo miembros de la Marina de Guerra, también participaban funcionarios del gobierno de la época y empresas privadas que ponían herramientas a disposición de los delincuentes para realizar estos crímenes.
Fueron apresados cinco oficiales superiores y dos cabos de la Marina de Guerra incluido el capitán de la nave Raymundo Hernández quién declaró desconocer por completo que los jóvenes estaban dentro de la embarcación, los miembros de la tripulación y algunos funcionarios de media categoría fueron detenidos también para fines de investigación.
Nunca se declaró culpable a nadie y los órganos judiciales archivaron el expediente junto a las pruebas, interrogatorios e investigaciones, tan bien, que en la actualidad simplemente no lo encuentran. En una artimaña judicial donde nunca se citó a los familiares de los jóvenes muertos ni a los sobrevivientes para hacer de su conocimiento, la empresa francesa propietaria de la nave entregó U$50 millones como pago por indemnizaciones (aparentemente una cifra que dictó algún organismo judicial) sin embargo el dinero nunca llegó a las manos de los afectados y se borró casi todo rastro de dicha transacción. Algunos de los señalados como presuntos autores materiales de esta masacre fueron condecorados mediante el decreto 2124 el 28 de noviembre del mismo año, lo que implicaría que el gobierno estuvo implicado de manera directa en el crimen y tenía conocimiento de la red de trata de personas.